# Bosco Nordio
Bosco Nordio este o arie protejată (arie specială de conservare — SAC, sit de importanță comunitară — SCI, arie de protecție specială avifaunistică — SPA) din Italia întinsă pe o suprafață de 157 ha, integral pe uscat.

## Localizare
Centrul sitului Bosco Nordio este situat la coordonatele 45°07′30″N 12°15′44″E / 45.125°N 12.262222°E.

## Înființare
Situl Bosco Nordio a fost declarat sit de importanță comunitară în septembrie 1995 pentru a proteja 20 de specii de animale. Alte tipuri de protecție:
- arie de protecție specială avifaunistică (în august 2003)
- arie specială de conservare (în iulie 2018)[1][2][3]

## Biodiversitate
Situată în ecoregiunea continentală, aria protejată conține 3 habitate naturale: Dune împădurite cu Pinus pinea și/sau Pinus pinaster, Păduri de Quercus ilex și Quercus rotundifolia, Dune de coastă cu Juniperus spp..
La baza desemnării sitului se află mai multe specii protejate:
- păsări (17): uliu păsărar (Accipiter nisus), pițigoi codat (Aegithalos caudatus), ciuf de câmp (Asio flammeus), ciuf-de-pădure (Asio otus), șorecarul comun (Buteo buteo), caprimulg (Caprimulgus europaeus), erete vânăt (Circus cyaneus), erete cenușiu (Circus pygargus), porumbel gulerat (Columba palumbus), dumbrăveancă (Coracias garrulus), pițigoi albastru (Cyanistes caeruleus), ciocănitoare pestriță mare (Dendrocopos major), gaiță (Garrulus glandarius), capîntortură (Jynx torquilla), sfrâncioc roșiatic (Lanius collurio), pițigoi mare (Parus major), silvie mediteraneană (Sylvia melanocephala)
- nevertebrate (1): croitorul mare al stejarului (Cerambyx cerdo)
- reptile (2): țestoasa de baltă (Emys orbicularis), țestoasă bănățeană (Testudo hermanni)

Pe lângă speciile protejate, pe teritoriul sitului au mai fost identificate 17 specii de plante, 5 specii de amfibieni, 5 specii de mamifere, 4 specii de reptile.